# Son Bonds
Abraham John Bond Jr., bekannt als Son Bonds (* 16. März 1909 in Brownsville, Tennessee, USA; † 31. August 1947 in Dyersburg, Tennessee, USA), war ein US-amerikanischer Country-Blues-Gitarrist, Sänger und Songwriter. Er wurde auf Platten auch als „Brownsville“ Son Bonds und Brother Son Bonds aufgeführt.
Dem Musikjournalisten Jim O’Neal zufolge „wurde die Musik zu einem von Bonds’ Liedern, Back and Side Blues (1934), zu einer Standard-Bluesmelodie, als Sonny Boy Williamson I. aus dem nahegelegenen Jackson, Tennessee, sie in seinem Klassiker Good Morning, School Girl verwendete (1937).“
Zu den Musikerkollegen, mit denen Bonds häufig zusammenarbeitete, gehörten Sleepy John Estes, Hammie Nixon und Charlie Pickett.
Laut Nixons späteren Berichten über das Ereignis wurde Sol Bonds im August 1947, als er spät abends in Dyersburg auf seiner Veranda saß, von seinem kurzsichtigen Nachbarn erschossen, der ihn für einen anderen Mann hielt, mit dem der Nachbar seit Längerem eine Meinungsverschiedenheit hatte.